# Chorebus stilifer
Chorebus stilifer är en stekelart som beskrevs av Griffiths 1968. Chorebus stilifer ingår i släktet Chorebus och familjen bracksteklar. Inga underarter finns listade i Catalogue of Life.